# توني وات
توني وات (بالإنجليزية: Tony Watt) هو لاعب كرة قدم بريطاني في مركز الهجوم، ولد في 29 ديسمبر 1993 في کوتبريج ‏ في المملكة المتحدة. شارك مع منتخب اسكتلندا تحت 19 سنة لكرة القدم ومنتخب اسكتلندا تحت 20 سنة لكرة القدم ومنتخب اسكتلندا تحت 21 سنة لكرة القدم ومنتخب اسكتلندا لكرة القدم. أما مع النوادي، فقد لعب مع بلاكبيرن روفرز وتشارلتون أثلتيك وستاندارد لييج وكارديف سيتي وليرس ونادي سلتيك.

## وصلات خارجية
- توني وات على موقع الاتحاد الإسكتلندي (الإنجليزية)
- توني وات على موقع قاعدة بيانات كرة القدم.إي يو (الإنجليزية)
- توني وات على موقع Soccerbase.com (لاعب) (الإنجليزية)
- توني وات على موقع Soccerway.com (الإنجليزية)
- توني وات على موقع عالم كرة القدم.نت (الإنجليزية)
- توني وات على موقع AS.com (الإسبانية)